# Factores mentales (budismo)
Los factores mentales (sánscrito: caitasika o chitta samskara; pali: cetasika; tibetano: སེམས་ བྱུང sems byung ), en el budismo, se identifican dentro de las enseñanzas del Abhidharma. Se definen como aspectos de la mente que captan la calidad de un objeto y que tienen la capacidad de generar una representación mental del mismo. Dentro del Abhidharma, los factores mentales se clasifican como formaciones (sánscrito: samskara) concurrentes con la mente (sánscrito: citta). Las traducciones alternativas de los factores mentales incluyen "estados mentales", "eventos mentales" y "concomitantes de la conciencia". 

## Introducción
Los factores mentales son aspectos de la mente que captan la calidad de un objeto y tienen la capacidad de generar una representación reconocible en la mente del sujeto.  

Geshe Tashi Tsering explica: 
Las palabras tibetanas para factores mentales, semlay jungwa chö (sct. Chaitasika dharma), significa fenómenos que surgen de la mente, lo que sugiere que los factores mentales no son primarios para la mente sino que surgen dentro de un marco más amplio. Un factor mental, nuevamente, se define como el aspecto de la mente que aprehende una cualidad particular de un objeto. Debido a que se caracteriza por las cualidades de actividad y no neutralidad, tiene la capacidad de colorear la mente dependiendo de la forma en que se manifiesta. De ahí que un sentimiento de deseo por ver lo que se concibe como un objeto bello afecta a los demás factores mentales que están presentes en ese momento, y esto colorea toda la mente.
 La relación entre la mente principal (sánscrito: Citta) y los factores mentales se puede describir mediante las siguientes metáforas: 
- La mente principal es como la pantalla de un cine y los factores mentales son como las imágenes proyectadas en la pantalla. En esta analogía, normalmente no notamos la pantalla porque estamos muy concentrados en las imágenes.
- La mente principal es como un rey que se sienta pasivamente en un trono, y los factores mentales son como los ocupados ministros del rey.

Traleg Rinpoche afirma que la principal distinción entre la mente y los factores mentales es que la mente aprehende un objeto como un todo, mientras que los factores mentales aprehenden un objeto en sus particulares. [cita requerida]

## Traducciones alternativas
Traducciones alternativas para el término factores mentales (sánscrito: caitasika ) incluyen: 
- Factores mentales (Geshe Tashi Tsering, Jeffrey Hopkins, Bhikkhu Bodhi, NKG Mendis)
- Eventos mentales (Herbert Guenther)
- Estados mentales (Erik Pema Kunzang, Nārada Thera)
- Concomitantes (NKG Mendis)
- Concomitantes de la conciencia (Bhikkhu Bodhi)
- Conciencia subsidiaria (Alexander Berzin)